# Einknollige Honigorchis
Die Einknollige Honigorchis (Herminium monorchis) ist eine Art der Gattung Herminium und damit der Familie der Orchideen (Orchidaceae). 

## Beschreibung
Die unauffällige Einknollige Honigorchis blüht im Juni und Juli. Sie wird nur 7 bis 30 Zentimeter groß und bildet zwei gegenständige, rosettenartige Blätter aus, die eiförmig bis schmal lanzettlich geformt sind. Die beiden Blätter sind ungleich groß; das eine ist 3 bis 7 Zentimeter lang und 7 bis 16 Millimeter breit, das andere ist 1,5 bis 5,5 Zentimeter lang und 7 bis 11 Millimeter breit. Der Stängel trägt weiter oben noch 1 bis 2 kurze Laubblätter. Die Einzelblüten stehen an einem einzigen Stängel in einem lockeren allseitswendigen, 2 bis 5 Zentimeter langen Blütenstand. Dieser umfasst 12 bis 40 Blüten. Die grünlichgelb bis blassgelb gefärbten Einzelblüten sind im Umriss glockenartig geformt. Die Perigonblätter sind in kleine Zipfel ausgezogen. Die Zipfel sind mehr oder weniger nach vorn gerichtet. Die Lippe ist dreilappig und weist einen langen Mittelzipfel auf, der 1,5 bis 2,7 Millimeter lang und 0,4 bis 0,6 Millimeter breit ist. Die Lippe trägt keinen Sporn. Der Fruchtknoten ist 2 bis 5 Millimeter lang und 1 bis 1,7 Millimeter dick.
Die Chromosomenzahl beträgt 2n = 40.

## Ökologie
Sie ist ein sommergrüner Geophyt und wird auch Kleine Einknolle genannt wegen ihrer Ausläufer, die an jedem Abschnitt jeweils eine Knolle ausbilden. Mit diesen kann sie sich auch vegetativ vermehren. Nach dem Verblühen entwickeln sich in der Achsel der unteren Schuppenblätter 1 bis 2 Stolonen, an deren Ende sich dann eine neue Tochterknolle bildet. Deshalb bildet die Art gern Gruppen von Individuen.
Der Pollen wird von Haut- und Zweiflüglern auf die Blüten übertragen. Angelockt werden die Insekten durch einen an Honig erinnernden Duft. 

## Vorkommen und Gefährdung

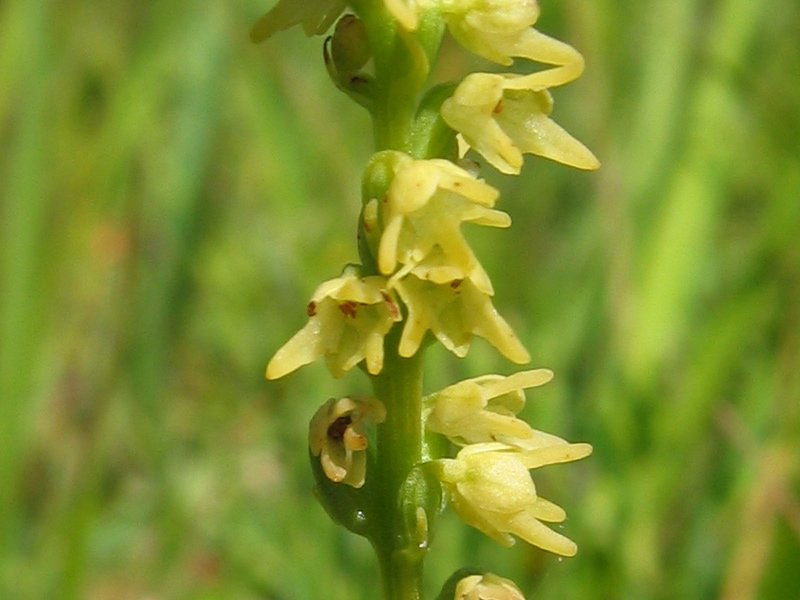
Detailaufnahme der Einzelblüten

Die Einknollige Honigorchis kommt in Europa und Teilen Asiens verbreitet, wo sie teilweise stark gefährdet ist. Ihr Verbreitungsgebiet umfasst die gemäßigten Zonen Eurasiens bis zum Himalaja. In Europa kommt sie in fast allen Ländern vor und fehlt nur in Portugal, Spanien, Irland, Island, Albanien, Griechenland, Moldau und in der Türkei. In Ungarn kam sie früher ursprünglich vor.
In den Allgäuer Alpen steigt sie im Tiroler Teil am Südwesthang des Muttekopfes bis zu 1850 Metern Meereshöhe auf. Nach Baumann und Künkele hat die Art in den Alpenländern folgende Höhengrenzen: Deutschland 20–1350 Meter, Frankreich 1–2000 Meter, Schweiz 250–1900 Meter, Liechtenstein 430–1480 Meter, Österreich 485–1800 Meter, Italien 100–2400 Meter, Slowenien 180–1600 Meter. In Europa steigt die Art im russischen Kaukasus bis 2500 Meter, in Tibet bis 4500 Meter Meereshöhe auf.
Die Einknollige Honigorchis kommt nur auf kalkhaltigen, wechselfrischen Halbtrockenrasen und auf wechselfeuchten Moorwiesen vor. Sie ist im Alpenvorland noch zerstreut, in den übrigen Teilen Deutschlands dagegen nur noch sehr selten zu finden. Ihre Bestände sind derzeit im Rückgang begriffen. Gründe dafür sind unter anderem die zunehmende intensive Beweidung von Magerrasen, die Verbuschung durch Aufgabe extensiver Beweidungen, die Eutrophierung von Böden durch Düngereintrag und Immissionen, der Abbau und die Abgrabung von Torf, die Aufforstung und das Trockenlegen von Mooren.  In Deutschland ist die Art "stark gefährdet" (Stufe 2); in der Schweiz gilt sie als "verletzlich".
Die ökologischen Zeigerwerte nach Landolt et al. 2010 sind in der Schweiz: Feuchtezahl F = 3+w+ (feucht aber stark wechselnd), Lichtzahl L = 4 (hell), Reaktionszahl R = 4 (neutral bis basisch), Temperaturzahl T = 3 (montan), Nährstoffzahl N = 2 (nährstoffarm), Kontinentalitätszahl K = 3 (Subozeanisch bis subkontinental).

## Naturschutz
In Deutschland ist die Pflanze durch die BArtSchV besonders geschützt. Auch in der Schweiz ist sie gesetzlich geschützt.

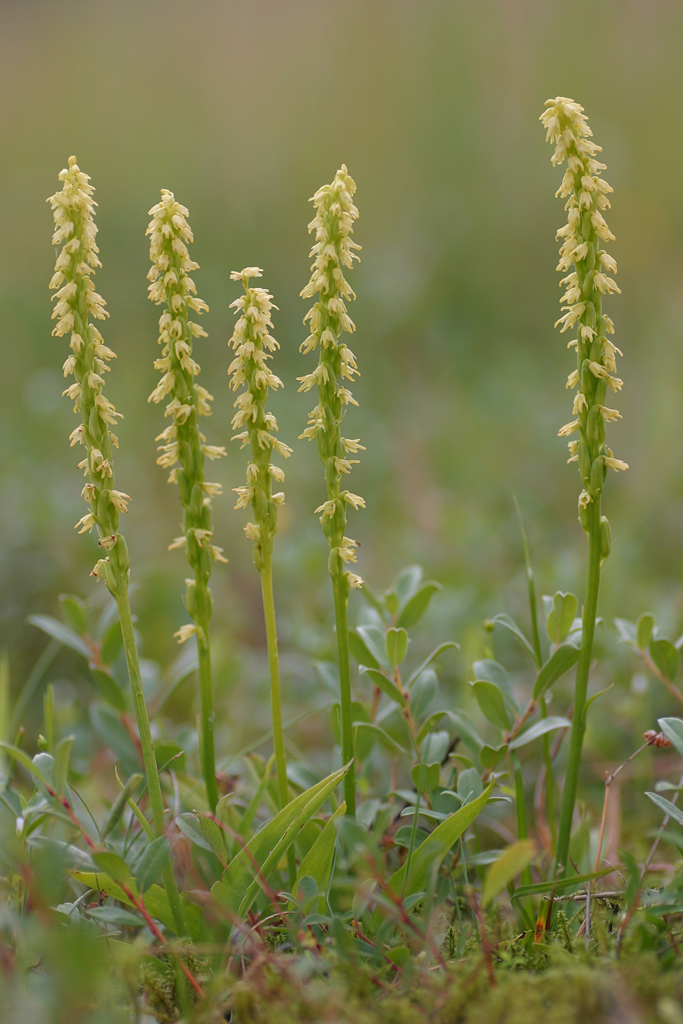
Honigorchis (Herminium monorchis)

## Systematik und Taxonomie
Die Gattung Herminium L. umfasst fast 50 Arten. Sie kommen in Eurasien vor. Eine Liste der Arten findet sich bei R. Govaerts.
Die Einknollige Honigorchis wurde 1753 von Carl von Linné in Species Plantarum Tomus II, S. 947 als Ophrys monorchis erstbeschrieben. Die Art wurde 1813 durch Robert Brown in W.T.Aiton: Hortus Kewensis; or, a Catalogue of the Plants Cultivated in the Royal Botanic Garden at Kew, ed. 2, Band 5, S. 191 als Herminium monorchis (L.) R.Br. in  die Gattung Herminium gestellt. Synonyme von Herminium monorchis (L.) R.Br. sind Satyrium monorchis (L.) Pers. und Arachnites monorchis (L.) Hoffm.